# Akudnirmiut
Akudnirmiut je eskimsko pleme s istoka Baffinovog otoka, na obali zaljeva Home i sjevernije. Prema Fredericku Webbu Hodgeu nisu imali trajnja zimska naselja, a pojavom kitolovskih brodova prestali su se baviti lovom na kitove, migrirajući kako ljeti tako i zimi u potrazi za jelenima, medvjedima, tuljanima, morževima i lososima. 
Teritorij im se prostire između Clyde Inleta i Cumberland Sounda (Nunavut).
Njihova sela i kampovi bili su: Arbaktung, Avaudjelling, Ekalualuin, Ijelirtung, Idiutelling, Idniteling, Karmakdjuin, Kaudjukdjuak, Kivitung, Niakonaujang, Nudlung, Sirmiling.
Populacija im je 2016. iznosila 1730.